# Thalasseleotrididae
Die Thalasseleotrididae sind eine im Jahr 2012 neu aufgestellte Fischfamilie aus der Ordnung der Grundelartigen (Gobiiformes). Die drei Arten der Thalasseleotrididae leben im Meer und kommen an der Küste Südaustraliens und Neuseelands in Tiefen bis 50 Meter vor.

## Merkmale
Einzige Synapomorphie und damit das die Familie definierende diagnostische Merkmal ist eine Membran, die das Zungenbein (Hyoid) mit der Ceratobranchiale 1 (Schlundkiefer) verbindet.
Die zu den Thalasseleotrididae gezählten Fische haben eine typische Grundelgestalt mit dickem Kopf, zwei Rückenflossen, weit vorn sitzende Bauchflossen und einen langgestreckten, im Querschnitt runden Körper. Sie werden nur 3,3 bis 6,5 cm lang.
Im Vergleich mit den Schläfergrundeln (Eleotridae), zu denen die drei Arten früher gezählt wurden, fehlen den Thalasseleotrididae einige Knochen im Schultergürtel und im Kiemenskelett. Diese Merkmale wurden schon in den 1960er und 1980er Jahren durch den Ichthyologen, damaligen Thronfolger und späteren Tennō von Japan, Akihito entdeckt, in ihrer Bedeutung aber nicht voll erkannt.

## Äußere Systematik
Grund für die neue Zuordnung der drei Arten ist ihr Schwestergruppenverhältnis mit den Grundeln (Gobiidae), das mit fünf Synapomorphien betreffend die Schädel-, Kiemen- und Schultergürtelmorphologie begründet wird.

## Innere Systematik

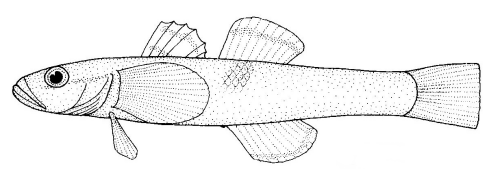
Grahamichthys radiata

Es gibt vier Arten in drei Gattungen:
- Gattung Grahamichthys
  - Grahamichthys radiata Valenciennes, 1837
- Gattung Thalasseleotris
  - Thalasseleotris adela Hoese & Larson, 1987
  - Thalasseleotris iota Hoese & Roberts, 2005
- Gattung Tempestichthys Goatley & Tornabene, 2022[1]
  - Tempestichthys bettyae Goatley & Tornabene, 2022